# Seleção Sueca de Handebol Masculino
A seleção sueca de handebol masculino é uma equipe europeia composta pelos melhores jogadores de handebol da Suécia. A equipe é mantida pela Federação Sueca de Handebol (em sueco, Svenska Handbollförbundet). Encontra-se na 2ª posição do ranking mundial da IHF.

## Títulos
- Campeonato Mundial (4): 1954, 1958, 1990 e 1999
- Campeonato Europeu (4): 1994, 1998, 2000 e 2002

## Elenco atual
Convocados para integrar a seleção sueca de handebol masculino nos Jogos Olímpicos de 2012: 